# Johnny il bello
Johnny il bello (Johnny Handsome) è un film del 1989 diretto da Walter Hill.
Il protagonista è interpretato da Mickey Rourke, fra i personaggi di secondo piano spiccano i futuri premi Oscar Morgan Freeman e Forest Whitaker.

## Trama
New Orleans. John Sidley, noto ironicamente come "il bello" per via di una grave malformazione facciale, è un basista, un ladro specializzato nell'ideazione di colpi i cui piani vengono venduti a terzi. Mike, il suo unico amico, stretto dai debiti contratti con uno strozzino, gli chiede aiuto per svaligiare il Prestige, un negozio di numismatica che tratta soprattutto monete rare. 
Al colpo partecipano anche il teppista tossicodipendente Rafe e la sua compagna, la ex prostituta Sunny. Durante la rapina, Rafe e Sunny uccidono il proprietario del negozio, Mike e un altro complice; non riuscendo a eliminare John, lo abbandonano, così da farlo arrestare come unico responsabile.
In prigione, John è visitato dal tenente Drones, che si offre di prendere i due doppiogiochisti, ma al rifiuto di John di fare i loro nomi lo lascia al suo destino. Dall'esterno Rafe e Sunny pagano alcuni detenuti per uccidere John. Durante i lavori nella piantagione di cotone insieme ad altri carcerati, viene pugnalato e finisce in coma; per salvarlo da ulteriori attentati viene dato per morto, con grande gioia di Rafe e Sunny che, nel frattempo, hanno rilevato il locale di Mike.
Una volta uscito dal coma, il dottor Fisher lo avverte che è stato portato in un ospedale civile e gli propone un intervento di chirurgia plastica, così da dargli una nuova faccia e la possibilità di rifarsi una vita normale.
L'esitazione di John è di breve durata e viene quindi sottoposto a un primo intervento alla mandibola e al palato, per migliorare le sue capacità di articolazione delle parole. Successivamente egli effettua esercizi di dizione e racconta al dottore un po' del suo passato, costellato da un padre ignoto, una madre prostituta e tossicodipendente, l'abbandono in un riformatorio, la morte della madre e il bullismo subito e ricambiato.
John viene ora sottoposto a un nuovo e più drastico intervento e la sua prima reazione di fronte al suo nuovo aspetto è commentare su come gli sembri di portare una maschera.
Viene nuovamente visitato da Drones, che lo schernisce e gli dice che, per quanto possa provare a cambiare vita, sarà sempre un delinquente: lo è stato fino a quel momento e continuerà a pensare e ragionare come tale. In più, ha ancora il conto aperto con Rafe e Sunny, e Drones non crede che John abbia minimamente voglia di lasciarlo così.
Il dottor Fisher crea a John una nuova identità con il cognome Mitchell e gli trova un lavoro presso un cantiere navale. Qui John conosce e inizia a frequentare una collega, Donna. Riesce a ottenere la libertà sulla parola, non prima di aver ricevuto l'ennesima frecciata da Drones che gli pronostica una rapida ricerca di vendetta, a dispetto dei buoni propositi mostrati fino ad ora.
Non passa molto tempo, infatti, prima che John si distacchi da Donna e riprenda i contatti con Rafe e Sunny, dicendo loro di aver appreso del colpo al Prestige proprio da Johnny il bello prima che morisse, mentre lavorava all'ospedale prima di tornare in libertà.
John propone loro di rapinare proprio il cantiere navale dove lavora.
Rafe, però, non si fida appieno e dice a Sunny di sedurre John e farsi dire tutti i dettagli. Sfruttando l'occasione, Sunny gli esprime il suo desiderio di fare il doppiogioco ai danni di Rafe, non essendo stata soddisfatta della spartizione dei profitti del colpo al Prestige.
Donna, non accettando il modo in cui John l'ha scaricata, gli fa visita ed egli finisce per dirle chi sia realmente e le sue intenzioni verso Rafe e Sunny. Dopo averle mostrato alcune sue fotografie prima dell'operazione, la caccia intimandole di uscire dalla sua vita.
Il giorno del colpo tutto va secondo i piani e, al momento di dividersi, Rafe prende la valigia coi soldi, senza sapere che durante i pochi secondi in cui aveva cambiato la targa all'automobile usata per fuggire, John e Sunny hanno sostituito le valigie tenendo con loro i soldi. Partito Rafe, John dice a Sunny di andarsene, mentre egli provvede a far riciclare il denaro, dandole poi appuntamento, come convenuto, per la spartizione.
Arrivata da Rafe, Sunny si inventa di essere stata ingannata a sua volta, quando questi minaccia di ucciderla per averlo tradito. I due decidono di indagare più a fondo su chi sia in realtà John Mitchell.
Nel frattempo, Drones è sul luogo della rapina e, notando che le banconote rubate hanno tutte un numero consequenziale e ascoltando inoltre il resoconto della rapina dato dai testimoni, riconosce la mano di Johnny il bello e si fa confermare le sue intuizioni dall'uomo incaricato da John di riciclare e ripulire i soldi prima dell'incontro con Rafe e Sunny.
Donna va nuovamente a casa di John nella speranza di sentirsi dire che egli non c'entra con la rapina, ma viene invece presa in ostaggio da Rafe e Sunny che trovano inoltre le foto che identificano senza scampo John Mitchell come Johnny il bello.
Poco prima dell'appuntamento per la spartizione, Drones sorprende alle spalle John, gli dice di sapere tutto del furto e della sua intenzione di sfruttarlo come pretesto per vendicarsi, ma invece di arrestarlo subito gli lascia un quarto d'ora per regolare i conti.
Giunto al cimitero designato come luogo dell'incontro, John sta per uccidere Rafe, quando Sunny si palesa, insieme a Larry, il terzo complice del furto, tenendo la pistola puntata alla gola di Donna. Rafe, ulteriormente istigato da Sunny, pesta e sfregia Johnny sotto gli occhi inorriditi di Donna. Prima di ucciderlo si fa dire la combinazione della valigia, ma prima di aprirla è preso dal dubbio che John abbia in realtà piazzato una bomba al suo interno e gli intima di aprirla.
John esegue e, dopo uno sguardo di intesa con Donna, che si ribella e si accapiglia con Sunny, prende la seconda pistola che aveva nascosto nella valigia e fredda Rafe e Larry. Sunny, liberatasi violentemente di Donna, spara a John e, prima di cadere a sua volta, riesce a ferirlo mortalmente.
Drones arriva sulla scena e prende la valigia, complimentandosi con John per il bel lavoro di giustizia sommaria.
Donna, in lacrime, ascolta John che negli ultimi istanti di vita le chiede come sia ora la sua faccia. Ella risponde che è ancora bello e John muore placidamente.
Mentre Donna piange silenziosamente Drones conclude la vicenda con uno sbrigativo e beffardo elogio funebre, ribadendo ancora una volta che John non sarebbe mai potuto cambiare.

## Produzione
Il film fu sceneggiato da Ken Friedman come adattamento del racconto di John Godey The Three Worlds of Johnny Handsome, pubblicato nel 1972. Quello stesso anno i diritti per la trasposizione cinematografica furono acquistati dalla 20th Century Fox, ma il tutto si concluse con un nulla di fatto.
Il progetto fu resuscitato nel 1987. Si pensò in un primo momento a Richard Gere come protagonista e ad Harold Becker come regista. Successivamente Al Pacino fu scritturato come protagonista, ma nel febbraio del 1988 Becker uscì dal progetto e fu quindi sostituito da Walter Hill. Poco dopo anche Pacino abbandonò la produzione, scontento del copione nonostante le numerose riscritture e considerandolo, in ultima analisi, nient'altro che un B-movie. Andatosene Pacino la produzione scritturò quindi Mickey Rourke.
Becker e Pacino avrebbero di lì a poco collaborato nel film Seduzione pericolosa, con Ellen Barkin come coprotagonista.
Walter Hill ha dichiarato di aver rifiutato il progetto quattro volte, prima di accettare. Il regista ha raccontato di come nessuno studio volesse produrlo, nessun attore volesse interpretarlo e dei suoi dubbi su come il pubblico avrebbe reagito all'espediente narrativo dell'operazione di chirurgia plastica, a suo dire un vecchio trucco melodrammatico. In un secondo tempo tornò sui propri passi, considerando come Hollywood sia basata sul melodramma in ogni modo e avendo avuto un'idea su come presentare il tutto in maniera non istrionica. Un atteggiamento istrionico da parte del protagonista, dato il tipo di storia, avrebbe fatto perdere credibilità al tutto. Hill conclude dicendo come Rourke avesse capito perfettamente il personaggio.
Lo stesso Rourke ha affermato di "preferire personaggi e storie senza lieto fine. Non è un mondo felice, il nostro, e la vita non permette soluzioni semplici e zuccherose".
A proposito dello stile e dell'approccio fatalista utilizzato, Hill ha spiegato come questo film sia influenzato dai noir anni '40 e di come il protagonista il cui destino è segnato e senza via d'uscita fosse più comprensibile al vecchio pubblico.
Ellen Barkin, coprotagonista lo stesso anno sia di Seduzione pericolosa, sia di Johnny il bello, a dispetto del grande successo del primo e del relativo insuccesso del secondo, ebbe modo di raccontare come avesse preferito di gran lunga lavorare al secondo progetto.
A suo dire "tutto in Seduzione pericolosa era sbagliato. Al Pacino, d'altra parte, fu il mio salvatore. Avere uno dei grandi attori americani come mio strenuo difensore è stato meraviglioso e mi ha dato un livello di sicurezza in me stessa che difficilmente avrei avuto".
A proposito di Johnny il bello disse di aver voluto interpretare il personaggio di Sunny perché "è una delle più grandi cattive del cinema. Non credo di aver mai visto una cattiva così perfida. Sunny è stronza nell'animo, non c'è altro da dire, e il bello del film è che la si lascia essere così. Con le donne si cerca sempre di dare una giustificazione di infanzia difficile e robe simili, non si può lasciare le donne essere cattive e basta... il sesso è solo uno dei modi in cui lei ottiene quello che vuole e quello che vuole sono i soldi! Pura avidità!"